# Verband Volkssport
Der Verband Volkssport (tschechisch selten Svaz Lidového sportu) war eine paramilitärische nationalsozialistische Organisation der DNSAP in der Tschechoslowakei. Er wurde 1929 unter dem Deckmantel eines deutschen Volkssportverbandes gegründet und 1932 verboten.

## Geschichte
Der Verband Volkssport wurde am 15. Mai 1929 nach dem Vorbild der SA auf Initiative von Hans Krebs und Paul Illing unter dem Anschein eines Volksportverbandes gegründet. Zum Führer des 5000 Mitglieder umfassenden Verbandes wurde der Fulneker Bürgermeister Leo Schubert gewählt. Seine Stellvertreter wurden Krebs, dem die politische Führung oblag, und Illing, der für die Organisation zuständig war. Die im Untergrund wirkende Schaltzentrale des Verbandes, der als Schutztruppe die Veranstaltungen der DNSAP absicherte, befand sich in Leitmeritz.
Während der Völkischen Tage von Sternberg und Gablonz kam es noch im selben Jahre zu größeren Aufmärschen in einer an die Uniformierung der SA angelehnten „Braunhemden“-Uniform. Im August 1929 reiste eine 300 Mann starke Delegation des Volkssportverbandes zum Reichsparteitag der NSDAP nach Nürnberg und präsentierte sich dort mit einem großen Transparent „Sudetenland treu zu Hitler“. Während des Parteitages schloss sich der Volkssport als Untergruppe der Münchner SA an und vereinbarte zugleich mit der SA-Standarte 100 in Dresden die Mitbenutzung ihres Platzes in Koppelsdorf als Übungsgelände.
Nachdem 1930 insbesondere die Bezirksbehörden Wagstadt und Hohenstadt bei weiteren Aufmärschen das Treiben nach der österreichischen Ministerialverordnung über das Tragen von Uniformen vom 26. Februar 1917 durch Bestrafungen wegen Tragens verbotener Uniformen zu unterbinden suchten, legten die deutschnationalen Abgeordneten Ernst Teschner und Genossen 1930 im Senat eine Interpellation an den Minister des Innern wegen der Verfolgung der Träger einheitlicher Tracht, insbesondere Braunhemden ein. Im Jahre 1931 untersagte die Regierung das öffentliche Tragen von „Braunhemden“ und SA-Mützen. An deren Stelle führte der Volkssport eine andersfarbene Uniformierung mit weißen Hemden und blauen Mützen ein.
Mit der SA fanden gemeinsame Übungen statt, darunter im Jänner 1931 eine im Grenzgebiet, bei der die SA-Angehörigen über die Grenze auf tschechoslowakisches Gebiet vordrangen. Die zunehmenden Aufmärsche des bis 1932 auf 40.000 Mitglieder angewachsenen Verbandes, bei denen wie z. B. in Buchau öffentlich „der Kampf zur Befreiung der Heimat aus dem slawischen und jüdischen Joch“ propagiert wurde, veranlassten die Regierung am 1. März 1932, den Volkssport wegen staatsfeindlicher Aktivitäten aufzulösen und zu verbieten.

## Volkssportprozess 1932
Nach dem Verbot begannen die Ermittlungen gegen die den Behörden zunächst unbekannten Führungskräfte des Volkssport. Bereits am 2. März wurde der Egerer Sportlehrer Alexander Petermichel in Prag verhaftet. Dort erfolgte am nächsten Tag auch die Inhaftierung des Medizinstudenten Anton Schwabe. Auf Grund der Ergebnisse aus den Verhören wurden kurz darauf Rudolf Heider, Adolf Metzner, Peter Donnhäuser, Fritz Paliega und Paul Illing verhaftet. Diese gehörten jedoch mit Ausnahme von Illing nicht zur Führungsriege des Verbandes.
Die Ermittlungen  richteten sich auch gegen weitere Personen aus der Führung des Volkssport, die jedoch als parlamentarische Mandatsträger Immunität genossen. Bis Ende März erfolgte im gesamten Grenzgebiet die Festnahme von 81 Funktionären des Volkssport, nach weiteren 167 wurde gefahndet.
Am 8. August wurde in Brünn der später als Volkssportprozess bekannte Strafprozess gegen die Führung des Verbandes eröffnet, der bis zum 24. September andauerte. Im Laufe des Prozesses wurden die DNSAP-Abgeordneten Hans Krebs, Leo Schubert, Rudolf Jung und Rudolf Kasper als zusammen mit Illing die Führungsriege bildenden Personen schwer belastet. Der Prozess endete für alle der Angeklagten mit Haftstrafen zwischen ein bis vier Jahren. Selbst in der bürgerlichen Presse der Zeit, wie der Reichenberger Zeitung, wurden die Angeklagten jedoch als Opfer der Justiz dargestellt. „Die verurteilten Nationalsozialisten stiegen in dieser Umdrehung der damaligen Argumentation selbst auf zu Kämpfern für die Freiheit.“
Im November 1932 stellte das Gericht Anträge auf strafrechtliche Verfolgung gegen die o. g. DNSAP-Abgeordneten. Nachdem deren Immunität aufgehoben worden war, erfolgten Ende Februar 1933 die Verhaftungen. Unmittelbar nach der Machtergreifung der Nationalsozialisten intervenierte Adolf Hitler in seiner ersten Audienz beim tschechoslowakischen Botschafter Vojtěch Mastný gegen die Verhaftungen. Daraufhin erfolgte deren Freilassung gegen Kaution. Die Fortsetzung des Verfahrens war nicht möglich, da sämtliche Angeklagten nach ihrer Freilassung in das Deutsche Reich geflohen waren, wo sie als Helden gefeiert wurden und ihrem Immunitätsverlust durch die Selbstauflösung der Partei am 4. Oktober 1933 zuvorkamen.